# کشتی دفاع ساحلی آدمیرال اوشاکوف
کشتی دفاع ساحلی آدمیرال اوشاکوف (به انگلیسی: Russian coast defense ship Admiral Ushakov) یک کشتی بود که طول آن ۸۷٫۳ متر (۲۸۶ فوت ۵ اینچ) بود. این کشتی در سال ۱۸۹۳ ساخته شد.